# 샤인포스트
《샤인포스트》(일본어: シャインポスト, SHINE POST)는 코나미 디지털 엔터테인먼트와 스타라이트 엣지에 의한 일본의 미디어 믹스 작품. 라쿠다가 집필한 라이트 노벨을 원작으로 애니메이션, 라이브, 게임 등 여러 매체로 전개된다.

## 줄거리
아이돌 그룹 "TiNgS"의 멤버인 타마키 쿄카, 나바타메 하루, 세이부 리오는 "세계의 사람들에 아이돌을 좋아하게 되길 원해! 그래서, 빛나는 이정표. 그것이 샤인포스트다!"라는 말에서 큰 꿈을 품지만 작은 성과밖에 내지 못 했다. 이 3명의 구원의 손길로 준비된 것은 최강 매니저였던 것이, "나, 매니저는 하지 않아"라는 말로 나타난 의욕 없는 분위기가 보였던 히나세 나오키였다. 그러나 나오키는 특별한 힘을 하나 갖추고 있었다. 아이돌을 절대 목표로 한다고 하고 빛나는 너와 소녀들의 스토리가 개막한다.

## 등장인물

### 주인공
히나세 나오키(日生 優希)
성우 - 코마츠 미카코
TiNgS의 인기 향상을 위해 준비된 매니저. 거짓말을 하고 있는 인간이 빛나 보이는 특수한 능력을 갖고 있어 거짓말을 하는 연예계에 실망했지만, 하루의 순수함에 동기를 되찾아 TiNgS의 매니저가 된다.

### TiNgS(팅스)
나가타메 하루(青天国 春)
성우 - 스즈시로 사유미
나이: 16세/ 생일: 4월 28일/ 키: 160 cm/ 혈액형: A형
연예사무소 '브라이테스트' 소속. 평상시는 안경을 쓴 모습이며, 어떤 때라도 긍정적이며, 멤버의 중심이다. 아이돌 재능을 가지고 있으며 주로 센터 역할을 맡는다.
타마키 쿄카(玉城 杏夏)
성우 - 카니사와 모에코
나이: 15세/ 생일: 1월 17일/ 키: 158 cm/ 혈액형: A형
안정된 가창력과 댄스력으로 유닛을 지지하고 있다. 성격은 냉정하고 귀여운 외모와는 어울리지 않는 타입이다.
세이부 리오(聖舞 理王)
성우 - 나츠요시 유코
나이:14세/ 생일:9월 23일/ 키:155 cm/ 혈액형: AB형
상당한 컨디션으로 근거 없는 절대적인 자신감을 가지고 있다.

### 유키모지
기온지 유키네(祇園寺 雪音)
성우 - 하세가와 리모
나이: 16세/ 생일: 8월 8일/ 키: 164cm/ 혈액형: AB형
열혈 타입인 소녀. 부모는 모두 이름 있는 배우이며, 자신도 뛰어난 연기력을 가지고 있다
이토 모미지(伊藤 紅葉)
성우 - 나카가와 리카
나이: 14세/ 생일: 8월 15일/ 키: 146cm/ 혈액형: A형

### 절대 아이돌
호타루(螢)
성우 - 오오하시 아야카
나이: 20세/ 생일: 3월 10일/ 키: 160cm/ 혈액형: AB형
솔로로 활동하고 있고, 항간에서는 '절대 아이돌'이라고 불리는, 인기·실력 모두 넘버 1의 존재다. 아이돌을 사랑하고 아이돌에 대해 매우 강한 애정이 있다. 'TINGS'를 포함한 모든 아이돌이 그녀를 목표로 하고 있다.

### HY:RAIN
쿠로가네 렌(黒金 蓮)
성우 - 세리자와 유우
나이: 16세/ 생일: 9월 2일/ 키: 161cm/ 혈액형: B형
신인 인기 아이돌 그룹 'HY:RAIN'의 리더. 하루와 같은 고등학교에 다닌다.
카라바야시 아오바(唐林青葉)
성우 - 타카세 쿠루미
나이: 17세/ 생일: 11월 11일/ 키: 165cm/ 혈액형: AB형
카라바야시 이토하(唐林絃葉)
성우 - 쿠보타 미유
나이: 12세/ 생일: 5월 1일/ 키: 153cm/ 혈액형: AB형
히우미 나노카(氷海菜花)
성우 - 타카야나기 토모요
키: 14세/생일: 8월 10일/ 키: 156cm/ 혈액형: A형
나에카와 야와라(苗川 柔)
성우 - 코리 아리사
나이: 17세/ 생일: 4월 2일/ 키: 168cm/ 혈액형: AB형

### FFF(플라이)
토츠카 나나미(兎塚七海)
성우 - 노구치 이오리
나이: 17세/ 생일: 7월 7일/ 키: 155cm/ 혈액형: B형
히노모토 히나츠(陽本日夏)
성우 - 키노 히나
나이: 12세/ 생일: 7월 23일/ 키: 139cm/ 혈액형: B형
나시노키 레미(梨子木麗美)
성우 - 파이루즈 아이
나이: 16세/ 생일: 10월 24일/ 키: 154cm/ 혈액형: B형

### 유라유라 시스터즈
나탈리야(ナターリャ)
성우 - 코가 아오이
나이: 16세/ 생일: 12월 12일/ 키: 158cm/ 혈액형: O형
히로세 미이나(広瀬実唯菜)
성우 - 사이토 키아라
나이: 10세/ 생일: 6월 23일/ 키: 135cm/ 혈액형: O형

### 기타 인물
히나세 유키(日生優希)
성우 - 코마츠 미카코
연예사무소 '브라이테스트'의 사장이자 나오키의 사촌. FFF의 매니저를 겸하고 있다.
토라와타리 호마레(虎渡 誉)
성우 - 토미타 미유
하루의 소꿉친구. 16세.

## 서지 정보

### 소설
- 라쿠다(저)·브리키(일러스트) 《샤인포스트》 KADOKAWA 〈전격 문고〉
  1. 2021년 10월 10일 초판 발행(10월 8일 발매[3]), ISBN 978-4-04-914044-6
  2. 2022년 3월 10일 초판 발행(같은 날 발매[4]), ISBN 978-4-04-914346-1
  3. 2022년 7월 10일 초판 발행(7월 8일 발매[5]), ISBN 978-4-04-914537-3

### 만화
- 카와세미 마키코(만화)·라쿠다(원작)·브리키(캐릭터 원안) 《샤인포스트》 KADOKAWA 〈MF 코믹스 얼라이브 시리즈〉, 전 2권
  1. 2022년 7월 23일 발매[6], ISBN 978-4-04-681520-0
  2. 2022년 12월 22일 발매[7], ISBN 978-4-04-681965-9

## TV 애니메이션
2022년 7월부터 10월까지 닛폰 TV 방송망 'AnichU' 등에서 방송했다. 감독이나 애니메이터진, 제작 스튜디오는 《우마무스메 프리티 더비 Season 2》의 제작 스태프진이 담당한다.
2022년 8월 16일에는 제작 스태프의 신형 코로나 바이러스 감염자 급증으로 인해 방송 스케줄을 변경하는 것이 발표되었다.

### 스태프
- 원작 - 코나미 디지털 엔터테인먼트, 스트레이트 엣지
- 세계관 설정/소설 집필 - 라쿠다(駱駝)
- 캐릭터 원안 - 브리키
- 기획 - 이시하라 아키히로(石原明広)
- 기획 협력 - ストレートエッジ
- 프로듀서 - 카노코다 유야(鹿子田湧也), 타나카 다이키(田中大樹), 이마이 란센(今井蘭泉), 코타키 켄타로(小瀧健太郎), 무라시마 시오리(村嶋詩織), 니이쿠라 토시야(新倉俊哉), 야마오카 유키(山岡勇輝), 최상기(崔相基), 마루야마 하지메(丸山創), 카가부 아유미(利部あゆみ), 타마무시 히데아키(玉虫秀章)
- 시리즈 구성 - SPP
- 캐릭터 디자인/총작화 감독 - 나가타 요시히로(長田好弘)
- 서브 캐릭터 디자인/총작화 감독 - 소엔 유스케(宗圓祐輔)
- 총작화 감독 - 사카모토 슌타(坂本俊太), 시미즈 케이타(清水慶太)
- 의상 디자인 - 츠지 토모코(辻 智子)
- 메인 애니메이터 오바타 켄(小畑 賢), 나카지마 준(中島 順)
- 미술 감독 - 마츠모토 히로키(松本浩樹)
- 미술 설정 - 히라기 미키야(平義樹弥)
- 색채 설계 - 나카노 나오미(中野尚美)
- 촬영 감독 - 마츠이 신야(松井伸哉)
- CG 디렉터 - 키라 마사노리(吉良柾成)
- 편집 - 타카하시 아유무(髙橋 歩)
- 음향 감독 - 모리시타 히로토(森下広人)
- 음악 - 니시키 야스노리(西木康智), 이토 츠바사(伊藤 翼)
- 음악 제작 - 스트레이 캣츠, 에이벡스 픽처스
- 애니메이션 프로듀서 - 마스오 마사시(増尾将史)
- 애니메이션 제작 - 스튜디오 KAI
- 제작총괄 - 후루야 다이스케(古谷大輔)
- 조감독 - 나리타 타쿠미(成田巧)
- 감독 - 오이카와 케이(及川啓)
- 제작 - 샤인포스트 제작위원회

### 주제가

#### 오프닝 테마
Wonder Starter(ワンダー・スターター)
TINGS가 부른 오프닝 테마. 작사는 야마다 히로시, 작곡・편곡은 타카다 쿄.

#### 엔딩 테마
Pallet Girls(パレットガールズ)
TINGS가 부른 엔딩 테마. 작사는 야마다 히로시, 작곡・편곡은 코모리타 미노루.
한 걸음 앞에 있는 세계(一歩前ノセカイ)
TiNgS가 부른 4화 엔딩 테마. 작사는 야마다 히로시, 작곡・편곡은 코마츠 카즈야.
Yellow Rose
TiNgS가 부른 6화 엔딩 테마. 작사는 야마다 히로시, 작곡은 마츠모토 토시아키, 편곡은 나카츠치 토모히로.

#### 삽입곡
Sweet Surrender
호타루(오오하시 아야카)가 부른 삽입곡. 작사는 야마다 히로시, 작곡・편곡은 사이토 신야.
전주곡(前奏曲)
호타루(오오하시 아야카)가 부른 삽입곡. 작사는 야마다 히로시, 작곡은 키스기 타카오, 편곡은 미토.
TOKYO WATASHI COLLECTION
TINGS가 부른 삽입곡. 작사는 야마다 히로시, 작곡・편곡은 미야노 겐토.
Be Your Light!!
TINGS이 부른 삽입곡. 작사는 야마다 히로시, 작곡・편곡은 카와다 타카오.
GYB!!
HY:RAIN이 부른 삽입곡. 작사는 야마다 히로시, 작곡・편곡은 NA.ZU.NA.
On Your Mark!!
TINGS가 부른 삽입곡. 작사는 야마다 히로시, 작곡은 야마자키 요우, 편곡은 와타나베 타쿠야.

### 방영 목록
| 화수   | 제목                                                       | 각본          | 그림 콘티     | 연출                         | 작화 감독 | 총작화 감독                                                             | 방송일          |
| ------ | ---------------------------------------------------------- | ------------- | ------------- | ---------------------------- | --- | ----------------------------------------------------------------------- | --------------- |
| 제1화  | 青天国春は《輝かない》 나바타메 하루는 '빛나지 않는다'     | 라쿠다        | 오이카와 케이 | 츠쿠다 타이스케              | 나가타 요시히로 나카지마 준                                                                                              | 나가타 요시히로                                                         | 2022년 7월 13일 |
| 제2화  | 青天国春は《不安定》 나바타메 하루는 '불안정'              | 라쿠다        | 오이카와 케이 | 나리타 타쿠미                | 하뉴 후쿠다 케이타 | 소엔 유스케                                                             | 7월 20일        |
| 제3화  | 《引き立て役》の玉城杏夏 '들러리' 타마키 쿄카              | 라쿠다        | 나리타 타쿠미 | 니시즈키 아라타              | 나카지마 준 코노 토시야 이시자키 유코 요시다 쇼타                                                                        | 나가타 요시히로 시미즈 케이타                                           | 7월 27일        |
| 제4화  | 玉城杏夏は《目立たない》 타마키 쿄카는 '눈에 띄지 않는다'  | 라쿠다        | 오이카와 케이 | 츠쿠다 타이스케              | 사카모토 슌타 하뉴 오바타 켄 이즈미 츠카사 시바타 치사                                                                   | 사카모토 슌타                                                           | 8월 3일         |
| 제5화  | 《我侭》な聖舞理王 '제멋대로'인 세이부 리오                | 라쿠다        | 나리타 타쿠미 | 우스이 후미아키              | 키리타니 마사키 테라이 요시후미 후리하타 히데요시 시바타 치사                                                            | 나가타 요시히로                                                         | 8월 10일        |
| 제6화  | 聖舞理王は《褒められたい》 세이부 리오는 '칭찬받고 싶다'   | 라쿠다        | 오이카와 케이 | 요시카와 시가츠              | 나카지마 준 하뉴 키리타니 마사키 시바타 치사 후리하타 히데요시 이즈미 츠카사                                             | 소엔 유스케                                                             | 8월 17일        |
| 제7화  | 伊藤紅葉は《戻らない》 이토 모미지는 '돌아가지 않는다'     | 히구치 타츠토 | 오이카와 케이 | 타쿠노 세이키                | 오바타 켄 토미나가 카즈히토 시바타 치사 사가노 사쿠라코 이즈미 츠카사                                                    | 시미즈 케이타 이마니시 토오루 후쿠다 케이타                             | 8월 31일        |
| 제8화  | 祇園寺雪音は《許せない》 기온지 유키네는 '용서하지 못한다' | 히구치 타츠토 | 오이카와 케이 | 타카다 마사히로              | 나가모리 요시히로 타나카 미노루 타케우치 아키라 시바타 치사 Revival ONE ORDER RadPlus                                    | 사카모토 슌타 나가타 요시히로 이마니시 토오루 후쿠다 케이타             | 9월 7일         |
| 제9화  | 青天国春は《信じない》 나바타메 하루는 '믿지 않는다'       | 히구치 타츠토 | 오이카와 케이 | 혼마 오사무                  | 하뉴 나카지마 준 토미나가 카즈히토 테라이 요시후미 후리하타 히데요시 이토 유키 후지타 신야 츠카모토 토모야               | 나가타 요시히로 이마니시 토오루 사카모토 슌타                           | 9월 14일        |
| 제10화 | 黒金 蓮は《戻りたい》 쿠로가네 렌은 '돌아가고 싶다'        | 히구치 타츠토 | 오이카와 케이 | 스튜디오 KAI 요시카와 시가츠 | 마츠모토 요시에 이케즈 히사에                                                                                            | 스튜디오 KAI 후쿠다 케이타 이마니시 토오루                              | 10월 5일        |
| 제11화 | 玉城杏夏は《挫けない》 타마키 쿄카는 '꺾이지 않는다'       | 히구치 타츠토 | 오이카와 케이 | 츠쿠다 타이스케              | 사카모토 슌타 키리타니 마사키 토미나가 카즈히토 시바타 치사 아키즈키 아야                                                | 소엔 유스케 사카모토 슌타                                               | 10월 12일       |
| 제12화 | TINGSは《輝かない》 TINGS는 '빛나지 않는다'                | 히구치 타츠토 | 오이카와 케이 | 나리타 타쿠미                | 나카지마 준 하뉴 키리타니 마사키 토미나가 카즈히토 오바타 켄 후지모토 사토루 후리하타 히데요시 시바타 치사 후지타 스스무 | 나가타 요시히로 소엔 유스케 사카모토 슌타 후쿠다 케이타 이마니시 토오루 | 10월 19일       |